# Tour de l'Avenir 2006
Le Tour de l'Avenir 2006 est la 43e édition de cette course cycliste sur route masculine. Elle est partie de Charleroi en Belgique, jusqu'au centre de vacances « Marcinelle en Montagne » sur la commune de Saint-Nicolas-la-Chapelle en Savoie.
Ce tour était constitué de 10 étapes pour une distance de 1 389 km.
Son parcours est passé par les massifs montagneux des Vosges, du Jura et des Alpes et a permis de découvrir de nouveaux talents parmi les coureurs cyclistes professionnels de moins de 26 ans. Parmi eux : 

- Moisés Dueñas vainqueur à la Bresse et vainqueur du classement général final sur les hauteurs de Saint-Nicolas-la-Chapelle au centre de Marcinelle en Montagne.

- Edvald Boasson Hagen Norvégien de 19 ans et qui a remporté 3 étapes sur les 10 au programme.

## Classements des étapes
| Étape    | Date          | Ville Départ              | Ville Arrivée             | km    | Vainqueur            | Maillot Jaune     |
| -------- | ------------- | ------------------------- | ------------------------- | ----- | -------------------- | ----------------- |
| Étape 1  | 31 août       | Charleroi (Belgique)      | Charleroi (Belgique)      | 130   | Mickaël Delage       | Mickaël Delage    |
| Étape 2  | 1er septembre | Charleroi (Belgique)      | Mont-Saint-Martin         | 180.5 | Edvald Boasson Hagen | Cyrille Monnerais |
| Étape 3  | 2 septembre   | Mont-Saint-Martin         | Moyeuvre-Grande           | 144.5 | Hans Dekkers         | Cyrille Monnerais |
| Étape 4  | 3 septembre   | Yutz                      | Metz                      | 145   | Nicolas Roche        | Nicolas Roche     |
| Étape 5  | 4 septembre   | Metz                      | Nancy                     | 151   | Edvald Boasson Hagen | Nicolas Roche     |
| Étape 6  | 5 septembre   | Nancy                     | La Bresse                 | 161.5 | Moisés Dueñas        | Moisés Dueñas     |
| Étape 7  | 6 septembre   | La Bresse                 | Ornans                    | 163   | Edvald Boasson Hagen | Moisés Dueñas     |
| Étape 8  | 7 septembre   | Salins-les-Bains          | Saint-Genis-Pouilly       | 143.5 | Rémy Di Grégorio     | Moisés Dueñas     |
| Étape 9  | 8 septembre   | Chamonix                  | Finhaut (Suisse)          | 24.5  | Stef Clement         | Moisés Dueñas     |
| Étape 10 | 9 septembre   | Saint-Nicolas-la-Chapelle | Saint-Nicolas-la-Chapelle | 145.5 | Sergio Pardilla      | Moisés Dueñas     |

## Classement final
|     | Cycliste          | Équipe                                |    | Temps            |
| --- | ----------------- | ------------------------------------- | -- | ---------------- |
| 1.  | Moisés Dueñas     | Agritubel                             | en | 35 h 27 min 43 s |
| 2.  | Robert Gesink     | Rabobank Continental                  | +  | 1 min 00 s       |
| 3.  | Tom Stubbe        | Chocolade Jacques-Topsport Vlaanderen |    | 1 min 25 s       |
| 4.  | Serge Pauwels     | Chocolade Jacques-Topsport Vlaanderen |    | 1 min 36 s       |
| 5.  | Julien Mazet      | Auber 93                              |    | 2 min 02 s       |
| 6.  | Matija Kvasina    | Perutnina Ptuj                        |    | 3 min 14 s       |
| 7.  | Oleksandr Kvachuk | Équipe nationale d'Ukraine            |    | 3 min 42 s       |
| 8.  | Amaël Moinard     | Cofidis                               |    | 4 min 14 s       |
| 9.  | Matthieu Sprick   | Bouygues Telecom                      |    | 5 min 30 s       |
| 10. | Nicolas Roche     | Cofidis                               |    | 5 min 51 s       |
| 11. | Maxime Monfort    | Cofidis                               |    | 7 min 15 s       |
| 12. | Carl Naibo        | AG2R Prévoyance                       |    | 7 min 34 s       |
| 13. | Yevgeniy Sladkov  | Jartazi - 7Mobile                     |    | 9 min 13 s       |
| 14. | Sergio Pardilla   | Viña Magna-Cropu                      |    | 12 min 56 s      |
| 15. | Dmitry Kozontchuk | Rabobank Continental                  |    | 13 min 19 s      |

## Classements annexes
| Classement | Coureur         | Total             |
| ---------- | --------------- | ----------------- |
| Points     | Bruno Neves     | 107 pts           |
| Montagne   | Sergio Pardilla | 149 pts           |
| Équipe     | Cofidis         | 106 h 41 min 00 s |